# La Sanha
La Sanha (de Mar) [la sɛino] (nom occità) (en francès La Seyne-sur-Mer) és un municipi francès, en l'aglomeració de Toló, situat al departament del Var i a la regió de Provença – Alps – Costa Blava. L'any 1999 tenia 60.188 habitants.

## Demografia
| Evolució de la població |       |       |       |       |       |       |       |       |
| 1793                    | 1800  | 1806  | 1821  | 1831  | 1836  | 1841  | 1846  | 1851  |
| 3 980                   | 4 895 | 4 826 | 5 605 | 6 732 | 6 344 | 7 099 | 6 497 | 7 401 |

| 1856  | 1861   | 1866   | 1872   | 1876   | 1881   | 1886   | 1891   | 1896   |
| ----- | ------ | ------ | ------ | ------ | ------ | ------ | ------ | ------ |
| 8 709 | 11 700 | 11 192 | 10 123 | 10 655 | 12 072 | 13 166 | 14 332 | 16 341 |

| 1901   | 1906   | 1911   | 1921   | 1926   | 1931   | 1936   | 1946   | 1954   |
| ------ | ------ | ------ | ------ | ------ | ------ | ------ | ------ | ------ |
| 21 002 | 19 747 | 22 093 | 23 168 | 24 678 | 26 817 | 27 073 | 26 172 | 26 672 |

| 1962   | 1968   | 1975   | 1982   | 1990   | 1999   | 2006 | 2011 | 2016 |
| ------ | ------ | ------ | ------ | ------ | ------ | ---- | ---- | ---- |
| 33 570 | 43 783 | 51 155 | 57 659 | 59 968 | 60 188 | -    | -    | -    |

| 2019 | - | - | - | - | - | - | - | - |
| ---- | - | - | - | - | - | - | - | - |
| -    | - | - | - | - | - | - | - | - |

## Administració
| Període   | Identitat           | Partit |
| --------- | ------------------- | ------ |
| 1947-1969 | Toussaint Merle     | PCF    |
| 1969-1978 | Philippe Giovannini | PCF    |
| 1978-1984 | Maurice Blanc       | PCF    |
| 1984-1994 | Charles Scaglia     | UDF    |
| 1994-1995 | François Hérisson   |        |
| 1995-2001 | Maurice Paul        | PCF    |
| 2001-2008 | Arthur Paecht       | UMP    |
| 2008-     | Marc Vuillemot      | PS     |

## Agermanaments
- Buti
- Berdiansk